# 어디션 파이낸셜 아레나
어디션 파이낸셜 아레나(영어: Addition Financial Arena)는 미국 플로리다주 올랜도에 위치한 실내 경기장이다.